# Aéroport de Saint-Étienne-Loire
L'aéroport de Saint-Étienne-Loire est un aéroport du département de la Loire situé dans la commune d'Andrézieux-Bouthéon, à quinze minutes du centre de Saint-Étienne.
Il est géré par un syndicat mixte constitué de collectivités et établissements publics (Conseil départemental de la Loire, Saint-Étienne Métropole, communauté d'agglomération Loire Forez, communauté de communes de Forez-Est, CCI Lyon Métropole Saint-Étienne Roanne) après avoir été géré depuis son origine, avec des co-financements publics, par la Chambre de commerce et d'industrie de Saint-Étienne / Montbrison. Il dessert une zone de chalandise de près de quatre millions de personnes (entre Lyon et Clermont-Ferrand). Il possède un accès au réseau autoroutier A72.
Cet aéroport est ouvert au trafic national et international commercial, régulier ou non, aux avions privés ou non, aux IFR et aux VFR.

## Historique

### Premiers vols (1962-2006)

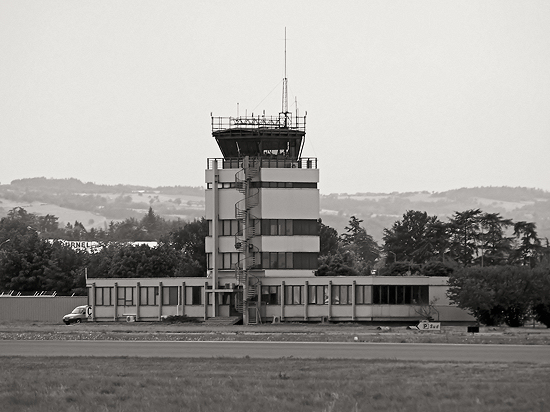
La tour de contrôle de l'aéroport.

L'aéroport est créé en 1962 sur le site de l'ancien aérodrome de Bouthéon. En 1978, une nouvelle aérogare est créée pour accueillir les passagers.
En juillet 1997, la compagnie aérienne Proteus Airlines faisait de l'aéroport son hub en concurrence avec celui de Régional Airlines à Clermont-Ferrand (Proteus et Régional fusionnait en 2001).
En 1998, l'aéroport était relié directement à : Annecy, Avignon, Bejaïa, Bordeaux, Chambéry-Aix, Dijon, Lille, Londres, Nantes, Nice, Paris Orly et Roissy, Perpignan, Reims, Strasbourg et Toulouse.
Jusqu'en 2005, deux compagnies aériennes se partagent le trafic de 100 000 voyageurs par an : 90 000 pour Ryanair et le reste pour Twin Jet, implantée depuis l'automne 2005.
Entre 1962 et aujourd'hui, de nombreuses compagnies aérienne ont été implantées à Saint-Étienne comme : Air Alpes, Air Atlantique, Air Corsica, Air Jet, Air Inter, Atlas Atlantique Airlines, Air Transport Pyrénées, Loire Exel, Pegasus Airlines, Proteus Airlines, Ryanair, Tassili Airlines, Twinjet et Volotea.
Le 12 avril 1975, décollait de Saint-Etienne le vol Air Inter IT 4501 avec le dernier Vickers Viscount de la compagnie, ce vol actant son retrait de la flotte.

### Période faste (2006-2022)

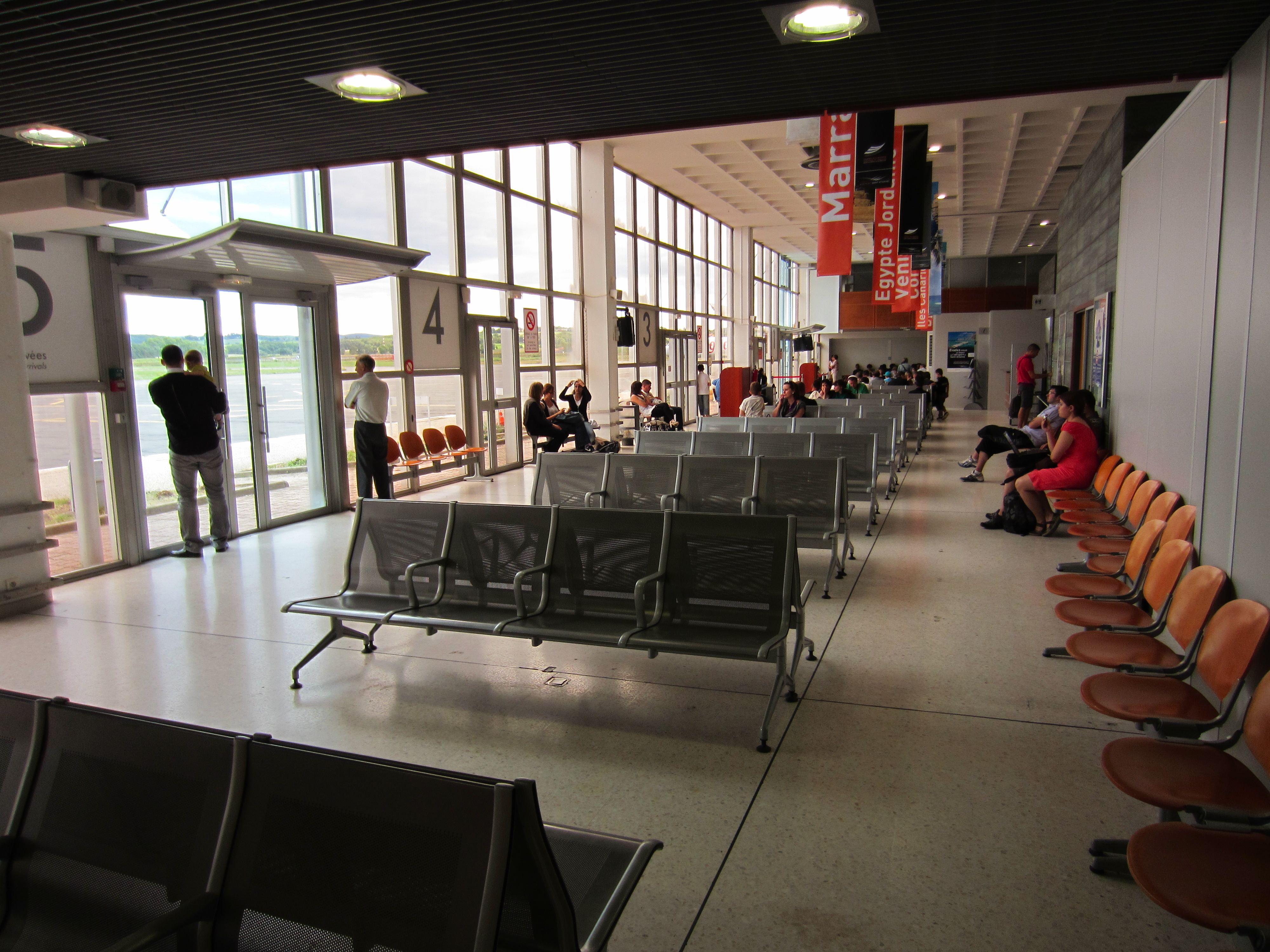
Intérieur du terminal de l'aéroport.

En 2006, la compagnie aérienne à bas prix irlandaise Ryanair décide de reporter sa liaison sur l'aéroport de Grenoble-Isère. Ryanair a avancé que le département de la Loire représentait un attrait touristique moindre face à celui plus important des Alpes (les trois quarts des liaisons de Ryanair sur la plateforme grenobloise s'effectuent lors de la saison hivernale).
En juin 2007 et l'arrêt de l'exploitation de la ligne par la compagnie Twin Jet, aucune compagnie aérienne régulière ne desservait cet aéroport.
En 2007, la CCI au travers de son président décide de nommer un nouveau directeur et modifie radicalement la stratégie. Ceci se concrétise par un accord avec l’aéroport de Lyon-Saint-Exupéry pour deux ans, une stratégie commerciale intense centrée sur plusieurs marchés inexploités (charters et loisirs) et sur la conquête de compagnies. La destination Paris n'est plus une priorité et les ressources sont dégagées pour aller sur de nouveaux marchés.
En 2009, Ryanair revient avec jusqu'à quatre vols à bas coûts par semaine à destination de Porto.
En 2010, l'aéroport retrouve une activité qu'il n'avait plus depuis cinq ans. En juin, une deuxième compagnie à bas prix, Pegasus Airlines propose quatre vols par semaine pour Istanbul.
L'année 2011 fut une très bonne année en nombre de passagers et mouvements d'avions.
En avril 2013, la CCI de Saint-Étienne crée un syndicat mixte pour la gestion de l'aéroport, officiellement constitué le 4 avril 2013 composé de Saint-Étienne Métropole, la communauté d'agglomération Loire Forez, la communauté de communes du Pays de Saint-Galmier, le conseil général de la Loire et la Chambre de commerce et d'industrie de Saint-Étienne / Montbrison. La première décision prise par ce syndicat est le changement de nom de l'aéroport qui passe de « Saint-Étienne - Bouthéon » à « Saint-Étienne - Loire ».

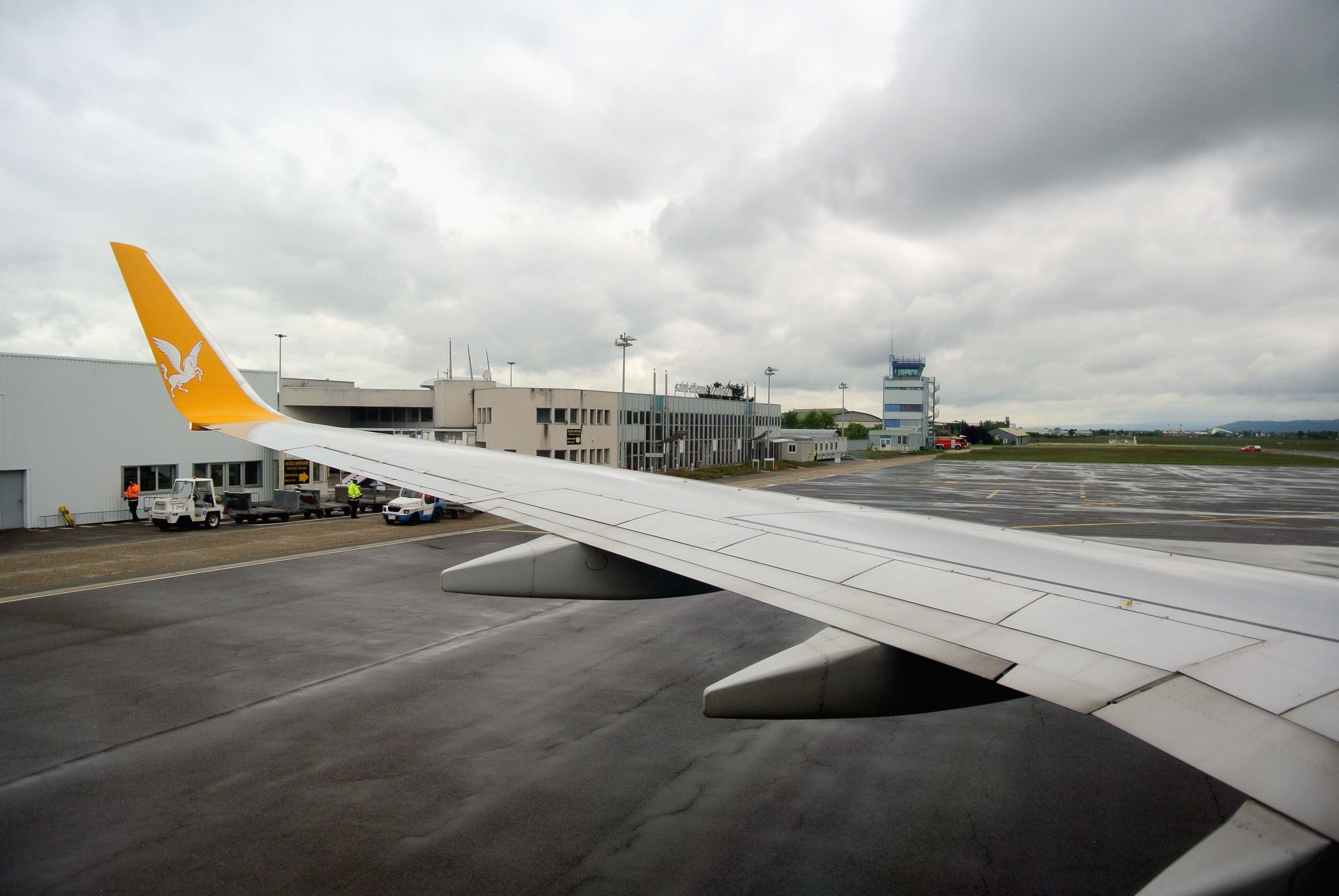
Tarmac de l'aéroport.

À la suite de la définition d'une nouvelle stratégie de devenir un aéroport pour les vols charters et à bas coûts, avec le partenariat de l'aéroport de Lyon-Saint-Exupéry, les premiers résultats se confirment. Ainsi, le 30 octobre 2007, l'aéroport de Saint-Étienne lance des nouveaux vols avec des compagnies charter.
- En 2008, le nombre de vols commerciaux (vacances et réguliers en été) est doublé. Malgré le désengagement de l'aéroport de Lyon en 2009, le trafic continue d'augmenter.
- Septembre 2009 : retour de Ryanair sur l'aéroport en proposant deux vols par semaine pour Porto.
- Avril 2010 : l'aéroport lance un important programme de vols pour les vacanciers. D'avril à octobre près de cent vols sont programmés avec des voyagistes[8], [9].
- Juin 2010 : arrivée de Pegasus Airlines proposant quatre vols par semaine pour Istanbul[10].
- Entre juin et août 2010, l'aéroport traite plus de passagers que sur toute l'année 2007. Ryanair met en place dès novembre une nouvelle fréquence sur Porto (trois vols par semaine au total).
- Dès le 1er trimestre 2012 : ouverture d'un vol hebdomadaire vers la Tunisie (Tunis / Djerba) avec Voyamar - Aérosun.
- En janvier 2013, la compagnie à bas prix Ryanair annonce l'ouverture le 24 avril 2013 d'une deuxième ligne depuis Saint-Étienne : Fès (Maroc)[11] à raison de deux vols par semaine.
- Le 21 juin 2014, ouverture de la ligne Saint-Étienne - Bastia, des vols tous les samedis par la compagnie Air Corsica.
- En décembre 2015, ouverture des lignes Saint-Étienne - Oran et Saint-Étienne - Sétif deux fois par semaine avec Atlas Atlantique Airlines.

En octobre 2017, il accueille ses derniers vols commerciaux des compagnies Ryanair et Pegasus. L'aéroport, concurrencé par celui de Lyon, présentait un déficit d'un million d'euros annuel, et effectue maintenant plus de vols grâce à une fréquentation légèrement en hausse.
Depuis, il a une utilité principalement sportive, liée aux déplacement de l'AS Saint-Étienne et des visiteurs. Les élus départementaux et municipaux souhaitent cependant conserver l'aéroport, et prévoient de dépenser 4,8 millions d'euros en 2018 pour ce faire.

### Reprise en activité progressive (Depuis 2022)
En 2022, on constate une augmentation des vols internationaux par rapport à 2021.
Malgré les questionnements sur son utilité, et son impact sur la commune de Veauche, des efforts sont mis en place pour assurer la survie de Saint-Étienne-Loire. Dès la fin 2023, une réunion se tient pour aborder les futures activités du lieu via la directrice notamment. Autre évènement important au printemps 2024, les vols charters consacrés majoritairement aux voyages d'affaire font leur retour, avec un projet à long terme concernant le lancement de lignes régulières.
Fréquenté à nouveau par les clients, l'aéroport met du temps à se remettre en piste mais se voit géré de manière minutieuse par les différents membres de l'établissement, dès Pâques 2024. Le principal argument avancé en faveur du lieu est sa proximité avec la ville stéphanoise, permettant de s'y rendre plus tardivement par rapport à d'autres aéroports, situés à une distance supérieure.
Dans la nuit du dimanche 2 juin au lundi suivant, l'aéroport est dégradé à la suite du retour des joueurs stéphanois dans la ville, les supporters étant venus pour célébrer la montée de l'équipe première en Ligue 1. Ils passent ainsi par l'aéroport, et le grillage utilisé de base pour contenir les supporters, se retrouve finalement démonté. Des sanctions sont prévues contre les fautifs. Quelques jours plus tard, le réseau de voyage à opérateur fixe "Sky Valet Connect" annonce avoir signé un accord avec Saint-Étienne-Loire, hasard du moment choisi, il s'agit du 42e aéroport à signer un accord avec le service, soit le numéro du département où se situe le complexe.
Cependant, certaines oppositions à l'activité aéroportuaire sur le site persistent, malgré le regain en attractivité du lieu. Le canard enchaîné du 14 août 2024 se moque du "concept d'aéroport sans avion" et rapporte le souhait du Président du Conseil Départemental "d'en sortir par le haut". Le Conseil Départemental annonce pour le budget 2025 possiblement "réduire la voilure des aides financières", dans un contexte de hausses des charges et de désengagement de l’État dans la plupart des aéroports nationaux. Face à cette situation, le maire de la commune d'Andrézieux-Bouthéon déclare que "ce n'est pas le moment de lâcher". Malgré la baisse de 15% de subvention du Département en 2025, une pétition de contribuables ligériens demande la fin du soutien public à cet aéroport dans un contexte budgétaire de plus en plus contraint pour les finances publiques. L'association FOREZAGIR remet en cause la légitimité du Département de la Loire à financer le déficit de l'aéroport en poursuivant la collectivité pour "excès de pouvoir".

## Situation

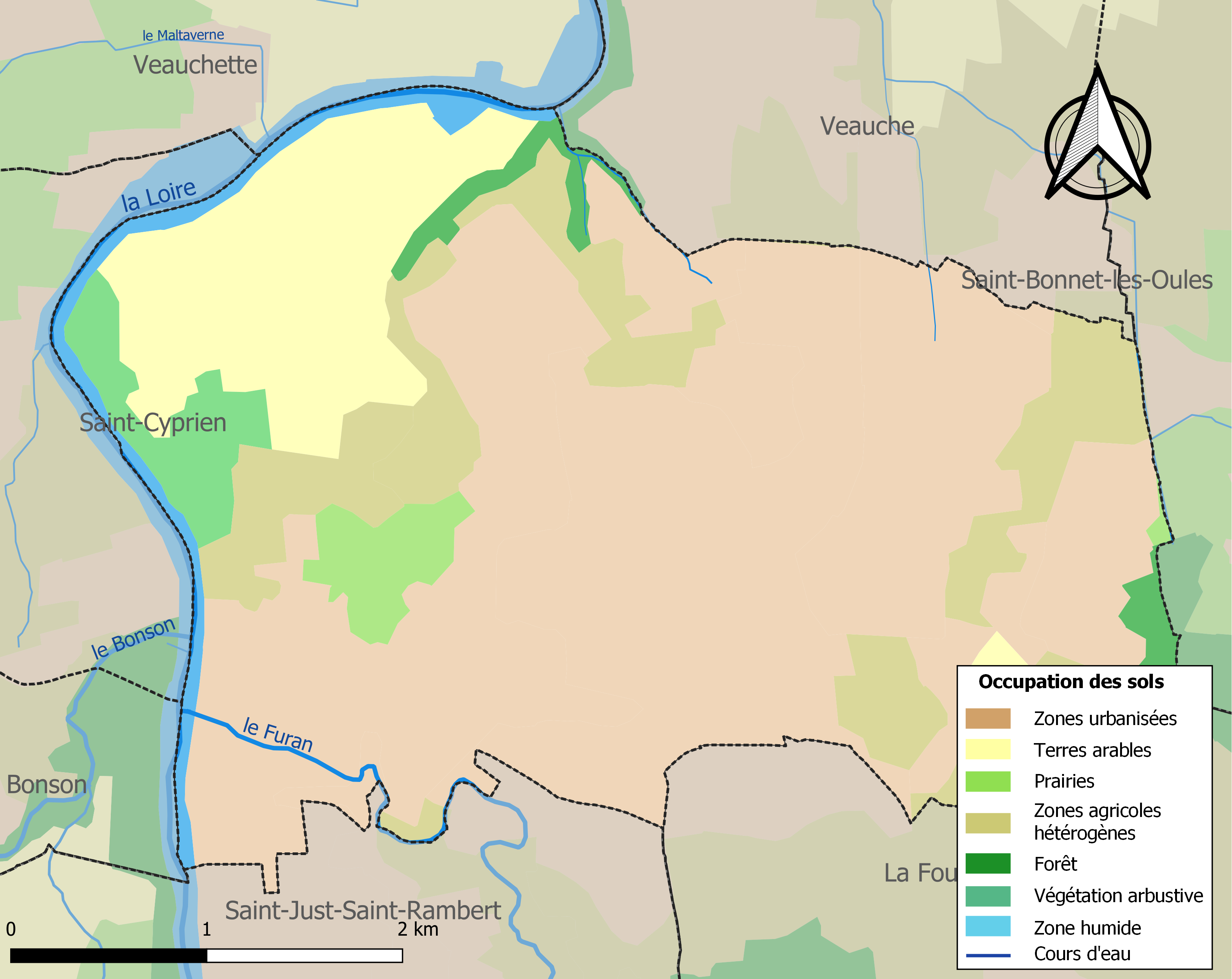
Composition précise du sol de la commune, où l'aéroport trouve son emplacement.

L'aéroport est situé à une altitude de 403 mètres au dessus du niveau de la mer. Il est actuellement réparti sur une surface de 130 hectares dans la commune d'Andrézieux-Bouthéon, à un quart d'heure du centre de Saint-Étienne dont il sert officiellement sa métropole. Il a été construit sur des terres pour la plupart arables et agricoles.
Pour le moment, le lieu ne comprend qu'une seule piste en état d'utilisation. Elle prend une petite partie de l'espace extérieur, constitue une longueur de 2300 mètres et se compose d'un enrobé bitumineux.
L'aéroport est entouré par sept communes adjacentes, où l'activité de l'établissement peut parfois s'étendre. Voici la liste de celles-ci, nommées dans l'ordre alphabétique :
- Bonson ;
- La Fouillouse ;
- Saint-Bonnet-les-Oules ;
- Saint-Cyprien ;
- Saint-Just-Saint-Rambert ;
- Veauche ;
- Veauchette.

## Vols proposés
Certains vols occasionnels (3 en 2023, 7 pour 2024) sont désormais proposés au départ de l'aéroport Saint-Étienne-Loire, notamment en direction de la Grèce: à destination de Rhodes et de la Crète. Concernant l'avenir des vols loisirs, aucune annonce n'a été faite pour le moment. Cependant, de nouvelles destinations semblent émerger, avec des agences de voyage reprenant une partie de l'activité du site.
Des projets de vols charters à destination de Madère, l’Égypte ou encore le Monténégro sont prévus pour 2025.
Un site nommé "saint-etienne.aeroport.fr" a été créé, contenant les informations les plus importantes par rapport aux vols disponibles. D'autres précisions s'y retrouvent également.
Depuis 2025, la compagnie aérienne ASL Airlines France propose des vols saisonniers tous les dimanches vers Bejaïa :
| Compagnies          | Destinations       |
| ------------------- | ------------------ |
| ASL Airlines France | En saison : Béjaïa |

Édité le 29/03/2025.

## Services proposés

### Dans l'aéroport

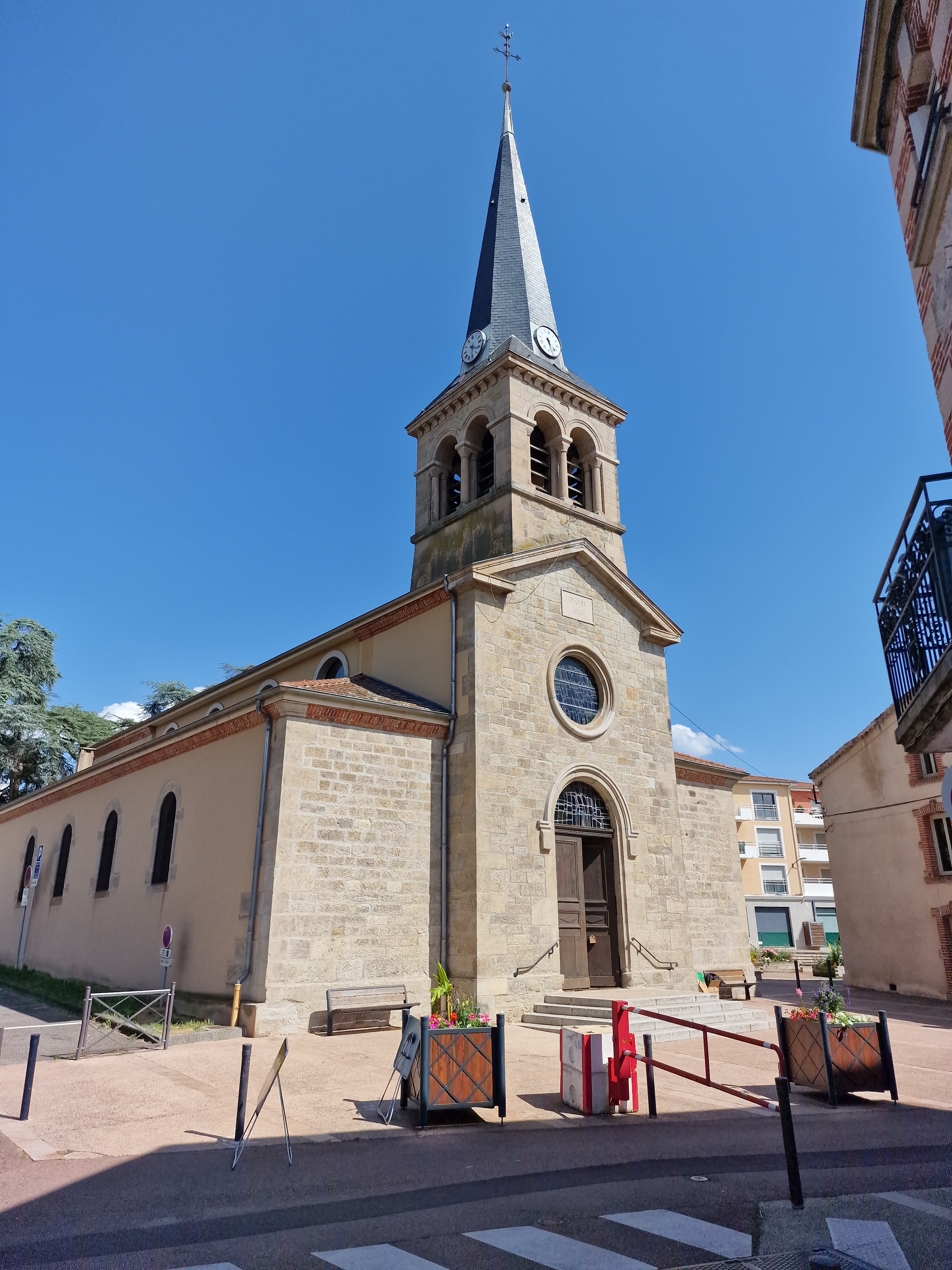
La commune d'Andrézieux-Bouthéon, où se situe l'aéroport.

Voici une liste non exhaustive des services proposés dans l'aéroport.
Restauration :
- Des distributeurs servant boissons chaudes, froides, sandwichs ou autres snacks sont mis à disposition de tous.

Business :
- Certaines salles de l'aéroport peuvent être louées pour effectuer des réunions, après prise de contact auprès du personnel.

Aviation :
- Des cours théoriques, ainsi que pratiques de pilotage sont donnés par l'aéroclub "Les Ailes Foréziennes".

Boutiques :
- Du fait qu'il soit assez jeune, il ne possède pas encore de boutiques "Duty-free"[34]. Cependant, plusieurs points de vente sont présents après l'enregistrement, et il est possible qu'elles arrivent plus tard avec la reprise en main de l'aéroport.

Autres informations pratiques :
- Un guichet, récupérant les divers objets trouvés est présent au comptoir principal de l'enceinte. Celui-ci est joignable aux horaires de l'aéroport, autrement dit tous les jours de la semaine sauf le dimanche, avec une durée restreinte le samedi.
- Un parking gratuit de plusieurs allées est présent devant l'entrée, afin d'accueillir les voyageurs.
- Des installations sont mises en place, pour permettre aux personnes à mobilité réduite l'accès à l'aéroport. Il y a plusieurs places de parking adaptées. Il existe aussi un accompagnement personnalisé, ainsi que des fauteuils roulants mis à leur disposition.
- Il existe plusieurs toilettes, convenant à tous présentes dans plusieurs endroits du lieu.
- L'aéroport possède un réseau Wi-Fi gratuit.

### Près de l'aéroport

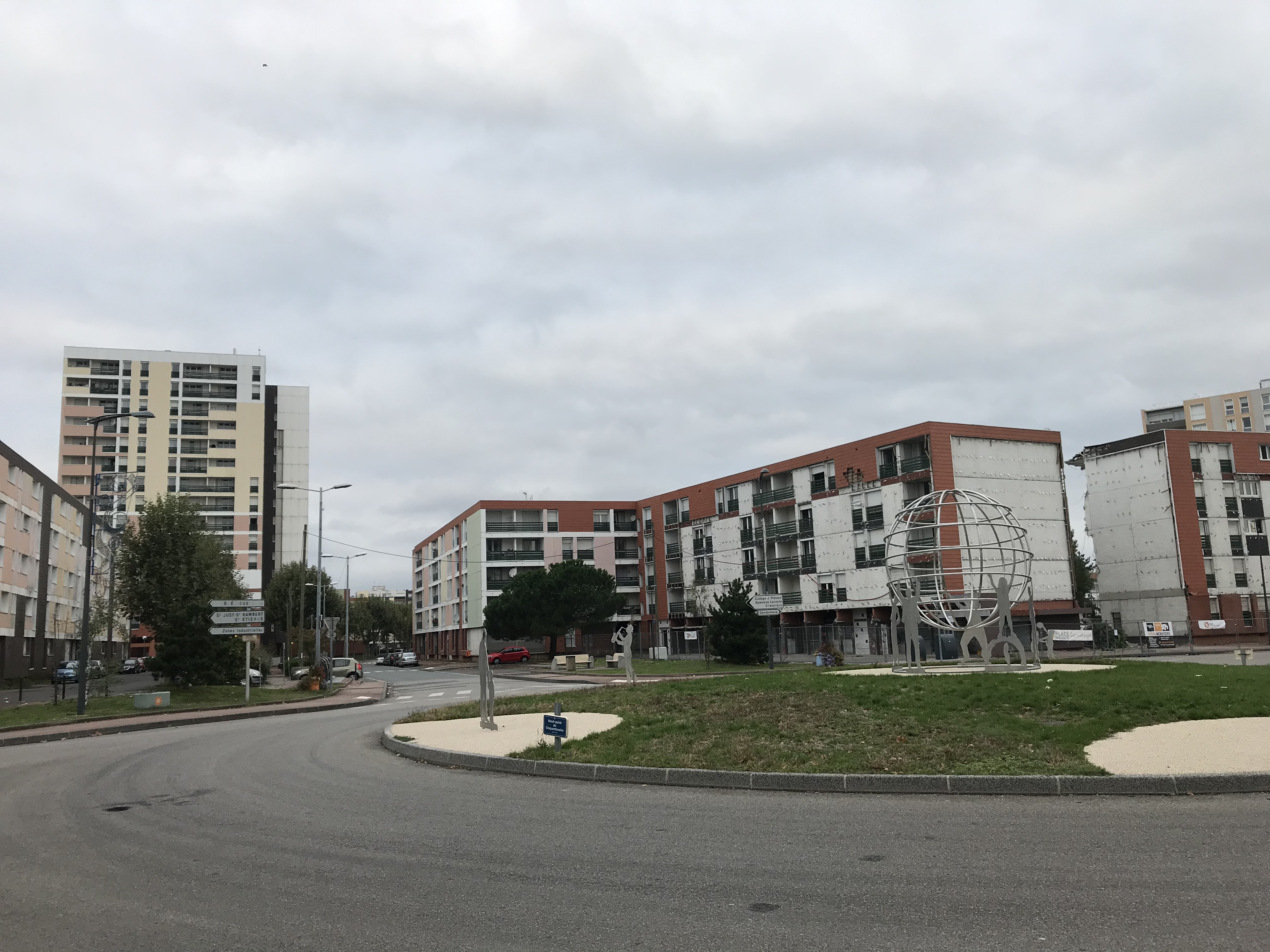
Le centre-ville d'Andrézieux-Bouthéon, rejoint par certains taxis pour atteindre l'aéroport.

Voici une liste non exhaustive des services proposés près de l'aéroport.
Restauration :
- Basilic & Co (6 Rue Dorine Bourneton). Petite franchise locale de pizzas, présente à quelques pas seulement de l'aéroport.
- La brasserie des gourmands (8 Rue Dorine Bourneton). Taverne servant cocktails et plats à quelques pas aussi du lieu.
- KFC (Rue Charles Nungesser). Chaîne américaine de restauration rapide implantée dans la commune.
- Auberge du Roy (Impasse Saint-Exupéry). Restaurant possédant aussi une piste de danse.
- McDonald's (Avenue Saint-Exupéry vers La Fouillouse). Franchise américaine de restauration rapide située dans la localité.
- Home Sweet Burger (16 Rue Benoît Fourneyron). Petite franchise locale de burgers.
- Pasta Veloce (4 Avenue Saint-Exupéry). Restaurant de pâtes à quelques minutes en voiture de l'aéroport.
- Burger King (2 Rue Georges Guynemer). Multinationale américaine de restauration rapide présente à Andrézieux-Bouthéon.
- Subway (608 Avenue Hélène Boucher). Chaîne américaine centrée sur la restauration rapide se trouvant en périphérie de l'endroit.
- Simple et bon (4 Rue Charles Voisin). Restaurant situé dans un centre E.Leclerc.
- PizzAlif (4 Rue Georges Guynemer). Chaîne Stéphanoise de restauration rapide centrée sur les French Tacos et pizzas.

Automobile :
- Ucar (Rue Claudie Haugneré). Se trouve à la sortie de l'aéroport, pour permettre un déplacement dans la région avec location de voiture.
- E.Leclerc location (4 Rue Charles Voisin). Situé à l'une des entrées du centre commercial.
- Rent A Car (111 Avenue du 11 Mai 1945). Firme française de location de véhicules.
- Hertz (62 Avenue Général de Gaulle). Entreprise américaine de location de voitures.

Hôtellerie : 
- The Original Access Hôtel (5 Rue Édouard Garet). Petite firme européenne d’hôtels économiques desservant l'aéroport.
- Best Western Saint-Étienne Porte du Forez (2 Boulevard Pierre Desgranges). Compagnie américaine spécialisée dans l’hôtellerie.

Autres boutiques :
- Centre commercial "Les Coquelicots" (Rue Dorine Bourneton).
- E. Leclerc centre commercial (4 Rue Charles Voisin).
- Comptoir gourmand de Veauche (16 Avenue de la Libération).
- Espace Georges Morel (ouverture prévue prochainement) à Veauche (16 Avenue de la Libération).

Autres informations pratiques :
- L'aéroport est desservi par des taxis circulant dans la ville d'Andrézieux-Bouthéon, afin de conduire les passagers à destination[35].
- La surface de l'aéroport est actuellement implantée sur 2 300 m². Depuis son redressement au début de 2022, l'utilisation de cette surface est encore à déterminer[36].

## Fréquentation
| Année | National | International | Transit | Total   | Évolution  |
| ----- | -------- | ------------- | ------- | ------- | ---------- |
| 1997  | 101 782  | 1 251         | 33      | 103 066 | -          |
| 1998  | 151 786  | 43 544        | 0       | 195 330 | + 90 %     |
| 1999  | 107 021  | 60 164        | 0       | 167 185 | - 14 %     |
| 2000  | 67 430   | 62 630        | 0       | 130 060 | - 22 %     |
| 2001  | 57 707   | 69 261        | 0       | 126 968 | - 2 %      |
| 2002  | 34 643   | 77 657        | 0       | 112 300 | - 12 %     |
| 2003  | 19 473   | 95 712        | 209     | 115 394 | - 3 %      |
| 2004  | 7 253    | 89 443        | 98      | 96 794  | - 16 %     |
| 2005  | 7 002    | 95 954        | 2 253   | 105 209 | + 9 %      |
| 2006  | 4 606    | 34            | 0       | 4 640   | -96 %      |
| 2007  | 4 019    | 3 993         | 0       | 8 012   | + 73 %     |
| 2008  | 5 814    | 3 791         | 0       | 9 605   | 20 %       |
| 2009  | 2 048    | 9 611         | 0       | 11 659  | + 21 %     |
| 2010  | 6 301    | 63 824        | 0       | 70 125  | + 501 %    |
| 2011  | 6 316    | 99 566        | 1 796   | 107 678 | + 54 %     |
| 2012  | 4 455    | 99 704        | 6 312   | 110 471 | + 3 %      |
| 2013  | 7 054    | 126 753       | 0       | 133 807 | + 21 %     |
| 2014  | 6 146    | 144 090       | 0       | 150 236 | + 12 %     |
| 2015  | 5 755    | 145 968       | 0       | 151 723 | + 1 %      |
| 2016  | 3 625    | 144 177       | 0       | 147 802 | - 2,6 %    |
| 2017  | 3 549    | 100 618       | 0       | 104 167 | - 6,1 %    |
| 2018  | 3 937    | 0             | 0       | 3 937   | - 96,2 %   |
| 2019  | 5 400    | 0             | 0       | 5 400   | ▲ +37,16 % |
| 2020  | 3 375    | 0             | 0       | 3 375   | ▼ −37,5 %  |
| 2021  | 3 564    | 27            | 0       | 3 591   | ▲ +6,4 %   |
| 2022  | 2 947    | 360           | 0       | 3 305   | ▼ −7,96 %  |
| 2023  | 3 047    | 1 408         | 97      | 4 552   | ▲ +37,73 % |
| 2024  | 2 768    | 3 831         | 21      | 6 620   | ▲ +45,43 % |